# Lithasia geniculata
Lithasia geniculata es una especie de molusco gasterópodo de la familia Pleuroceridae en el orden de los Mesogastropoda.

## Distribución geográfica
Es  endémica de Estados Unidos.  